# Guglielmo Fieschi
 Guglielmo Fieschi  (né  à Gênes, Italie,  et mort à Rome avant le 1er mai 1256) est un cardinal italien du XIIIe siècle. Il est neveu du pape Innocent IV et un parent du pape Adrien V (1276) et des cardinaux Luca Fieschi (1300)  Giovanni Fieschi (1378),  Ludovico Fieschi (1384) Giorgio Fieschi (1439),  Niccolò Fieschi (1503),  Lorenzo Fieschi (1706) et Adriano Fieschi (1834).

## Biographie
Le pape Innocent IV le crée cardinal lors du consistoire du 28 mai 1244. Le cardinal Fieschi participe au Ier concile de Lyon en 1245. Il est légat en Toscane, légat dans la province du patrimoine, légat à Bologne et légat en Sicile, où il est battu par Manfred. Le cardinal Fieschi participe à l'élection d'Alexandre IV en 1254.